# Henri Bard
Henri Bard (Lione, 29 aprile 1892 – Parigi, 26 gennaio 1951) è stato un calciatore francese, di ruolo centrocampista.

## Carriera
Vinse la Coppa di Francia nel 1920 con il CA Parigi.
Terminata la carriera da calciatore divenne architetto.

## Palmarès

### Club

#### Competizioni nazionali
- Coppa di Francia: 1

CA Parigi: 1919-1920